# Транспорт Монголії
Транспорт Монголії представлений автомобільним , залізничним , повітряним , водним (річковим і озерним)  і трубопровідним , у населених пунктах  та у міжміському сполученні діє громадський транспорт пасажирських перевезень. Площа країни дорівнює 1 564 116 км² (19-те місце у світі). Форма території країни — витягнута широтно; максимальна дистанція з півночі на південь — 1270 км, зі сходу на захід — 2415 км. Географічне положення Монголії дозволяє країні контролювати транспортні шляхи з Північної Азії до Східної.

## Автомобільний
Загальна довжина автошляхів у Монголії, станом на 2013 рік, дорівнює 49 249 км, з яких 4 800 км із твердим покриттям і 44 449 км без нього (77-ме місце у світі).

## Залізничний
Загальна довжина залізничних колій країни, станом на 2014 рік, становила 1 815 км (75-те місце у світі), з яких 1 815 км широкої 1520-мм колії Національний оператор залізниці знаходиться в спільній власності уряду Монголії і російської державної компанії РЖД.

## Повітряний
У країні, станом на 2013 рік, діє 44 аеропорти (98-ме місце у світі), з них 15 із твердим покриттям злітно-посадкових смуг і 29 із ґрунтовим. Аеропорти країни за довжиною злітно-посадкових смуг розподіляються так (у дужках окремо кількість без твердого покриття):
- довші за 10 тис. футів (>3047 м) — 2 (2);
- від 10 тис. до 8 тис. футів (3047-2438 м) — 10 (2);
- від 8 тис. до 5 тис. футів (2437—1524 м) — 3 (24);
- коротші за 3 тис. футів (<914 м) — 0 (1)[1].

У країні, станом на 2015 рік, зареєстровано 3 авіапідприємства, які оперують 12 повітряними суднами. За 2015 рік загальний пасажирообіг на внутрішніх і міжнародних рейсах становив 541,1 тис. осіб. За 2015 рік повітряним транспортом було перевезено 7,1 млн тонно-кілометрів вантажів (без врахування багажу пасажирів).
У країні, станом на 2013 рік, споруджено і діє 1 гелікоптерний майданчик.
Монголія є членом Міжнародної організації цивільної авіації (ICAO). Згідно зі статтею 20 Чиказької конвенції про міжнародну цивільну авіацію 1944 року, Міжнародна організація цивільної авіації для повітряних суден країни, станом на 2016 рік, закріпила реєстраційний префікс — JU, заснований на радіопозивних, виділених Міжнародним союзом електрозв'язку (ITU). Аеропорти Монголії мають літерний код ІКАО, що починається з — ZM.

## Водний
Країна не має виходу до вод Світового океану, але згідно норм морського права має право на власний морський прапор.
Морський торговий флот країни, станом на 2010 рік, складався з 57 морських суден з тоннажем понад 1 тис. реєстрових тонн (GRT) кожне (68-ме місце у світі), з яких: балкерів — 21, суховантажів — 25, танкерів для хімічної продукції — 1, контейнеровозів — 2, газовозів — 2, вантажно-пасажирських суден — 2, ролкерів — 3, автовозів — 1.
Станом на 2010 рік, кількість морських торгових суден, що ходять під прапором країни, але є власністю інших держав — 44 (Індонезії — 2, Японії — 2, Північної Кореї — 1, Російської Федерації — 2, Сінгапуру — 3, України — 1, В'єтнаму — 33).

### Річковий
Загальна довжина судноплавних ділянок річок і водних шляхів, доступних для суден з дедвейтом більше за 500 тонн, 2010 року становила 580 км (81-ше місце у світі). Головні водні транспортні артерії країни: озеро Хубсуґул (135 км), річки Селенга (270 км) і Орхон (175 км) на півночі. Річки й озера вільні від криги з травня по серпень.

## Державне управління
Держава здійснює управління транспортною інфраструктурою країни через міністерство шляхів сполучення і перевезень. Станом на 12 серпня 2016 року міністерство в уряді Джаргалтулги Ерденебата очолював Дангаа Ганбат.

### Українською
- Атлас. 10-11 клас. Економічна і соціальна географія світу / упорядники :  О. Я. Скуратович, Н. І. Чанцева. — К. : ДНВП «Картографія», 2010. — ISBN 978-966-475-639-3.
- Атлас світу / голов. ред. І. С. Руденко ; зав. ред. В. В. Радченко ; відп. ред. О. В. Вакуленко. — К. : ДНВП «Картографія», 2005. — 336 с. — ISBN 9666315467.
- Безуглий В. В. Економічна і соціальна географія зарубіжних країн : Навчальний посібник. — К. : ВЦ «Академія», 2007. — 704 с. — ISBN 978-966-580-239-6.
- Безуглий В. В., Козинець С. В. Регіональна економічна і соціальна географія світу : Навчальний посібник. — видання 2-ге, доп., перероб. — К. : ВЦ «Академія», 2007. — 688 с. — ISBN 966-580-144-9.
- Головченко В., Кравчук О. Країнознавство: Азія, Африка, Латинська Америка, Австралія і Океанія. — К., 2006. — 335 с. — ISBN 966-8939-04-2.
- Дахно І. І. Країни світу: Енциклопедичний довідник / І. І. Дахно, С. М. Тимофієв. — К. : Мапа, 2011. — 606 с. — (Бібліотека нового українця) — ISBN 978-966-8804-23-6.
- Дахно І. І. Економічна географія зарубіжних країн : навчальний посібник. — К. : Центр учбової літератури, 2014. — 319 с. — ISBN 978-611-01-0682-5.
- Дорошенко В. І. Географія транспорту : Навчальний посібник / В. І. Дорошенко, К. Д. Діденко. — К. : Київський нац. ун-т ім. Т. Шевченка, 2010. — 183 с. — ISBN 978-966-439-329-1.
- Дубович І. А. Країнознавчий словник-довідник. — 5-те вид., перероб. і доп. — К. : Знання, 2008. — 839 с. — ISBN 978-966-346-330-8.
- Економічна і соціальна географія країн світу : Навчальний посібник / За ред. С. П. Кузика. — Л. : Світ, 2002. — 672 с. — ISBN 966-603-178-7.
- Зарубіжна транспортна географія : навчальний посібник / уклад. : Петрашевський О. Л. и др. — К. : Національний транспортний університет, 2015. — 95 с. — ISBN 978-966-632-227-5.
- Ігнатьєв П. М. Країнознавство: Країни Азії. — Ч. : Книги-ХХІ, 2004. — 383 с. — ISBN 966-8029-53-4.
- Книш М. М., Мамчур О. І. Регіональна економічна і соціальна географія світу (Латинська Америка та Карибські країни, Африка, Азія, Океанія) : навч. посіб. — Л. : ЛНУ ім. Івана Франка, 2013. — 368 с. — ISBN 978-617-10-0007-0.
- Юрківський В. М. Регіональна економічна і соціальна географія. Зарубіжні країни : Підручник. — К. : Либідь, 2001. — 416 с. — ISBN 966-06-0092-5.

### Англійською
- (англ.) Modern Transport Geography / Hoyle, B. and R. Knowles (eds). — Second Edition,. — London : Wiley, 1998.
- (англ.) Rodrigue, J-P. The Geography of Transport Systems. — Fourth Edition. — N. Y. : Routledge, 2017. — 440 с. — ISBN 978-1138669574.
- (англ.) Taaffe E. J., Gauthier H. L. and O'Kelly M. E. Geography of transportation. — Second Edition. — N. Y. : Prentice Hall, 1996. — ISBN 0-13-368572-1.
- (англ.) Black, W. Transportation: A Geographical Analysis. — N. Y. : Guilford, 2003.

### Російською
- (рос.) Максаковский В. П. Географическая картина мира. Книга I: Общая характеристика мира. — М. : Дрофа, 2008. — 495 с. — ISBN 978-5-358-05275-8.
- (рос.) Максаковский В. П. Географическая картина мира. Книга II: Региональная характеристика мира. — М. : Дрофа, 2009. — 480 с. — ISBN 978-5-358-06280-1.
- (рос.) Физико-географический атлас мира. — М. : Академия наук СССР и главное управление геодезии и картографии ГГК СССР, 1964. — 298 с.
- (рос.) Шаповал Н. С. Транспортная география и транспортные системы мира : учебное пособие. — К. : Центр учбової літератури, 2006. — 188 с. — ISBN 000-0000-00-4.
- (рос.) Экономическая, социальная и политическая география мира. Регионы и страны / под ред. С. Б. Лаврова, Н. В. Каледина. — М. : Гардарики, 2002. — 928 с. — ISBN 5-8297-0039-5.
- (рос.) Энциклопедия стран мира / глав. ред. Н. А. Симония. — М. : НПО «Экономика» РАН, отделение общественных наук, 2004. — 1319 с. — ISBN 5-282-02318-0.